# Opinel
Opinel –  nóż składany z drewnianą rękojeścią, produkowany przez firmę o tej samej nazwie z  Francji od końca XIX wieku. Nóż przez lata zmieniał się tylko nieznacznie pod względem funkcji i kształtu. Jest znany na całym świecie i rozprowadzany w milionach sztuk. Szczególnie we Francji Opinel jest klasykiem w kulturze codziennej.

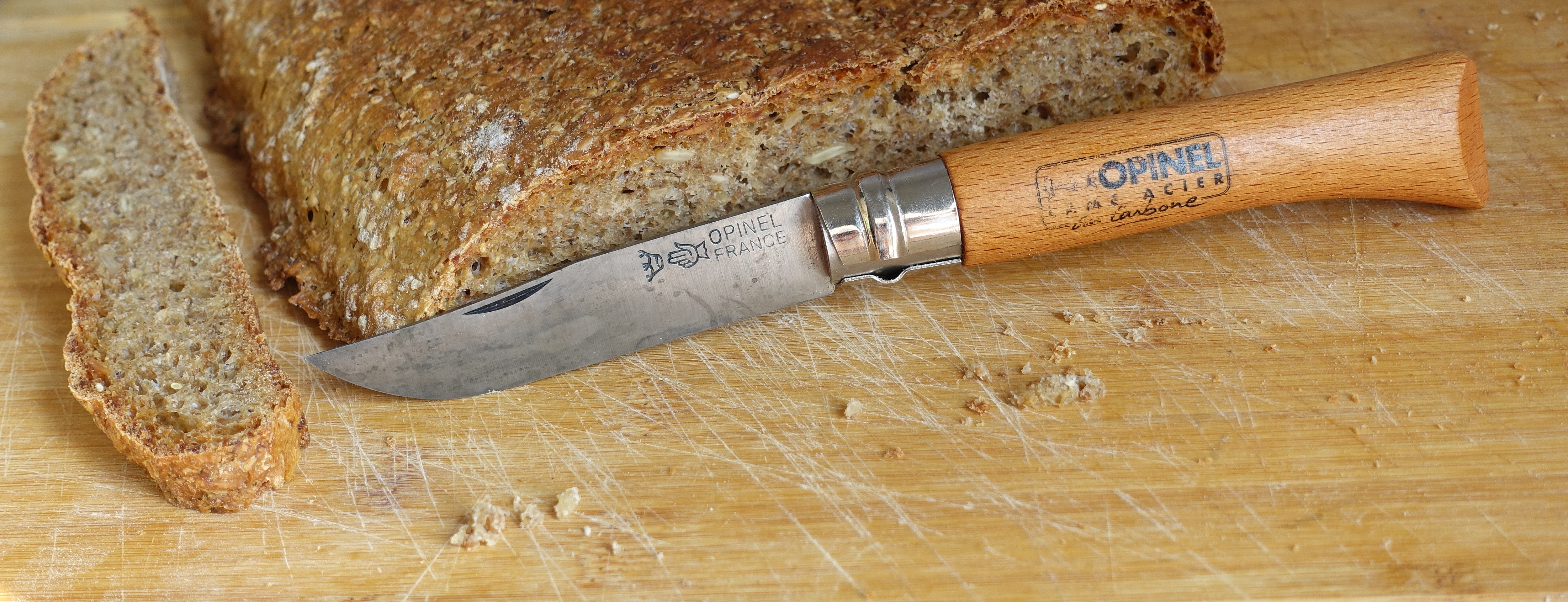
Nóż Opinel w rozmiarze 10 z ostrzem ze stali węglowej i rękojeścią z drewna bukowego

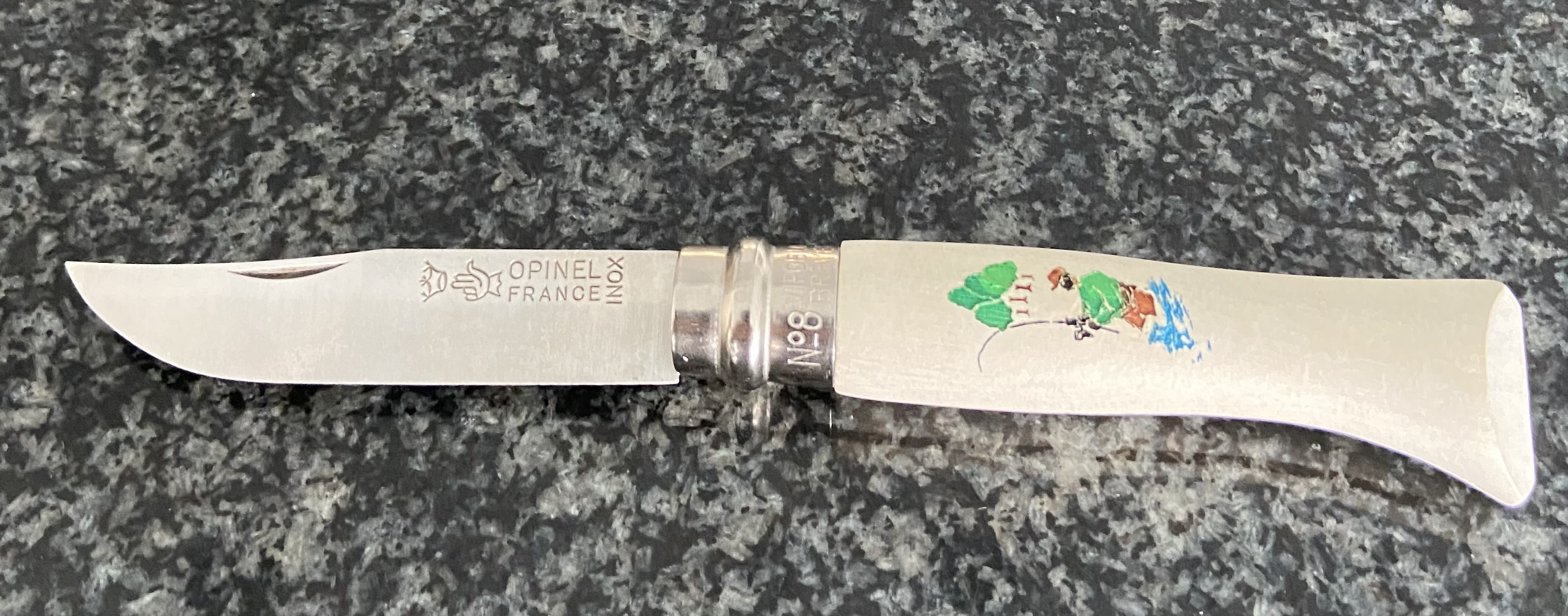
Nóż Opinel w rozmiarze 08 z ostrzem ze stali nierdzewnej z obrotowym pierścieniem blokującym z drewnianym uchwytem z wygrawerowanym motywem wędkarza

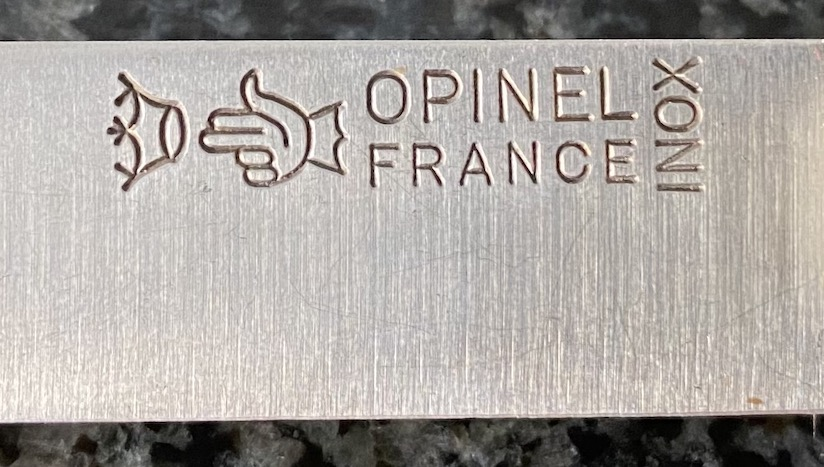
Opinel - logo

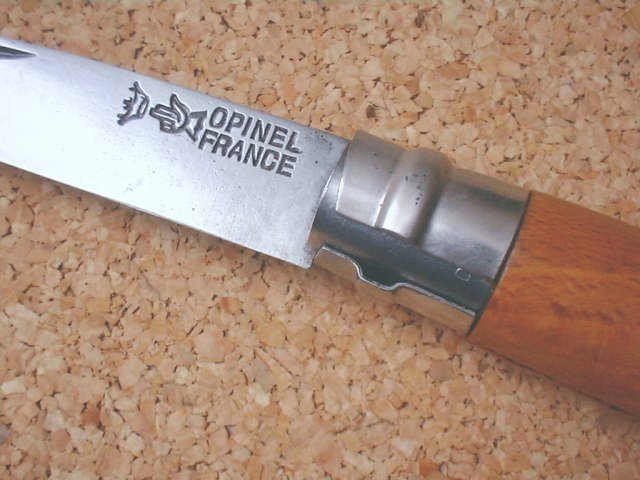
Ostrze można zablokować przez obrót pierścienia blokującego

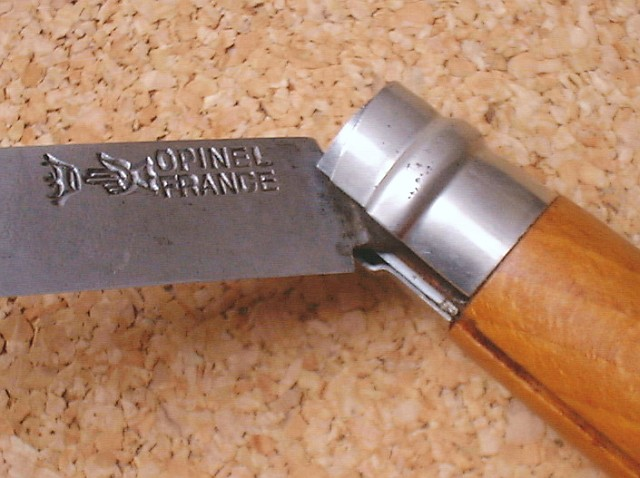
Ten sam nóż z pierścieniem blokującym w pozycji pozwalającej na złożenie ostrza

## Historia
Joseph Opinel skonstruował scyzoryk w 1890 roku w warsztacie swojego ojca, rzemieślnika z wioski Albiez-Le-Vieux niedaleko Saint-Jean-de-Maurienne. Aby dostosować formę i funkcję do swoich pomysłów oraz móc niedrogo wytwarzać nóż w produkcji seryjnej, najpierw opracował urządzenie dla małej piły tarczowej, za pomocą której mógł wyciąć szczelinę w drewnianym uchwycia do umieszczenia zamkniętego ostrza. Udało mu się zaprojektować prosty nóż składany dla myśliwych, pracowników leśnych i rolnych w Sabaudii, regionie o charakterze rolniczym. W 1896 roku trzech zatrudnionych rzemieślników produkowało dziennie 60 sztuk scyzoryków. W 1901 warsztat rodziców stał się za mały na produkcję noży, więc Opinel zbudował większy warsztat w tym samym miejscu, w którym zatrudniał piętnaście osób. Do zasilania silników elektrycznych służył zainstalowany generator. W 1909 roku Joseph Opinel zarejestrował swój znak towarowy, ukoronowaną dłoń, w celu identyfikacji swoich produktów. Od tej pory do dziś zdobi ono każde ostrze Opinel.
Noże były początkowo sprzedawane przez wędrownych handlarzy. Wuj Józefa Victor-Amédée również sprzedawał noże w ten sposób. W 1911 roku Opinel wziął udział w międzynarodowej wystawie w Turynie ze swoimi wyrobami i otrzymał za swoją pracę złoty medal.
W 1914 rozpoczął eksport scyzoryków do Włoch i Szwajcarii. Od 1915 produkcja odbywała się w nowej manufakturze w Cognin niedaleko Chambéry. Do II wojny światowej sprzedano 20 milionów egzemplarzy różnej wielkości noży. 
Od 1973 siedziba firmy i największy zakład produkcyjny znajdują się w Chambéry. Właścicielem firmy jest rodzina Opinel, a na jej czele stoi Denis Opinel, prawnuk Josepha Opinela. W Saint-Jean-de-Maurienne znajduje się Muzeum Opinel („Le Musée de l'Opinel”). Opinel zatrudnia około 100 osób w dwóch zakładach produkcyjnych w Cognin i Chambéry. Przy pomocy zautomatyzowanych procesów produkcyjnych rocznie produkuje się od czterech do pięciu milionów noży składanych przeznaczonych do sprzedaży na całym świecie.
Niektóre modele są bardziej kolekcjonerskie niż praktyczne. W przypadku „Géant Opinel” dostępna jest wersja oversize z ostrzem o długości 22 cm, które po rozłożeniu daje nóż o długości ponad 50 cm.
Węższe i dłuższe modele nadają się do filetowania ryb. Istnieją narzędzia, takie jak biodro ogrodnicze lub składana piła. Pod marką Opinel sprzedawane są również noże kuchenne i stołowe bez mechanizmu składania. Bazując na klasycznym modelu, dostępny jest nóż w rozmiarze nr 7 dla dzieci od zalecanego wieku od pięciu lat (Mój pierwszy Opinel) z zaokrągloną końcówką. Do tego dochodzi teraz „smukła linia”, czyli szczuplejsze wersje, które przypominają noże Laguiole, a także wersje ze zintegrowanym korkociągiem. 

## Rozmiary
Klasyczny Opinel sprzedawany jest w jedenastu rozmiarach ponumerowanych od 2 do 13:
| Rozmiar | Długość ostrza [cm] |
| ------- | ------------------- |
| n°2     | 3,5                 |
| n°3     | 4                   |
| n°4     | 5                   |
| n°5     | 6                   |
| n°6     | 7                   |
| n°7     | 8                   |
| n°8     | 8,5                 |
| n°9     | 9                   |
| n°10    | 10                  |
| n°12    | 12                  |
| n°13    | 22                  |

Rozmiary nr 1 i nr 11 były produkowane tylko do 1939 roku. Mały nóż nr 1 z ostrzem o długości prawie dwóch centymetrów był noszony na łańcuszku do zegarka i miał służyć np. do czyszczenia fajki lub paznokci. W latach 90. stał się motywem dla serii biżuterii autorstwa Jacquesa Bellona. Jednak oryginały tego miniaturowego noża dziś praktycznie nie istnieją - nawet producent posiada tylko dwa egzemplarze. Produkcja noża w rozmiarze nr 11 zakończyła się, ponieważ noże składane z ostrzem o długości ponad dziesięciu centymetrów nie były wówczas zbyt popularne, dlatego oczywiste rozmiary 10 i 12 uznano za wystarczające.
Nóż nr 8 jest prawdopodobnie najlepiej sprzedającym się nożem Opinel o rozmiarze przydatnym w większości zastosowań. Może być używany jako nóż rzeźbiarski lub uniwersalny. Większe modele są uważane za odpowiednie do użytku w kuchni lub na kempingu.
Gigantyczny model „Géant” jest oznaczony rozmiarem nr 13. W przeciwieństwie do mniejszych modeli nie został opracowany do zastosowań praktycznych i wypada z klasycznej numeracji ze względu na ogromną różnicę rozmiarów w stosunku do "rodzeństwa". 

## Logo firmy
Symbol main couronnée - ukoronowanej ręki został już wybity na pierwszych nożach Opinel. Później dodano słowa OPINEL i FRANCE, a także INOX („nierdzewny”) dla ostrzy ze stali nierdzewnej.
Symbol dłoni został zaczerpnięty z herbu Saint-Jean-de-Maurienne. Mówi się, że św. Thekla przywiózł trzy palce ręki Jana Chrzciciela z Aleksandrii na to miejsce jako relikwię w VI wieku. Korona symbolizuje Księstwo Sabaudii. 

## Przepisy prawne
We Francji, kraju pochodzenia, zabronione jest w miejscach publicznych noszenie noży z ostrzem z mechanizmem blokującym, niezależnie od długości ostrza i rodzaju konstrukcji; Dlatego Opinel również podlega temu zakazowi.
W Niemczech noże Opinel Nr.02 do Nr. 08 mogą być noszone w przestrzeni publicznej.
W Polsce według (art. 50a par. 1 Kodeksu wykroczeń) posiadanie noża Opinel w przestrzeni publicznej nie jest zabronione.